# تیراندازی مرکز خرید وست‌گیت کنیا
در تاریخ ۲۱ سپتامبر ۲۰۱۳، ده تا پانزده فرد مسلح ناشناس به مرکز خرید وست‌گیت در منطقه اعیان‌نشین نایروبی پایتخت کنیا حمله کردند. بنا به گفته منابع صلیب سرخ کنیا، در حمله شبه‌نظامیان به بازار و در درگیری‌های بعدی آن‌ها با نیروهای امنیتی کنیا، حداقل ۶۲ تن کشته شدند. همچنین بنا به گزارش منابع مختلف، در این کشتار جمعی بیش از ۱۷۵ نفر نیز مجروح گردیدند. گروه اسلام‌گرای الشباب مسئولیت این حمله را به عهده گرفته و آن را به عنوان مجازاتی برای استقرار ارتش کنیا در کشور سومالی اعلام کرد.